# Stazione di Sassano-Teggiano
La stazione di Sassano-Teggiano è una stazione ferroviaria posta sulla linea Sicignano-Lagonegro. Serve i centri abitati di Sassano e di Teggiano.

## Storia
La stazione di Sassano-Teggiano venne attivata il 25 maggio 1887 come parte della tratta da Sala Consilina a Sassano-Teggiano della ferrovia Sicignano-Lagonegro.